# کارلوس گارسیا-بمیر
کارلوس گارسیا-بمیر (انگلیسی: Carlos García-Die؛ زادهٔ ۷ ژوئیهٔ ۲۰۰۰) بازیکن فوتبال است که در پست مدافع میانی برای کادیز میراندیلا بازی می‌کند.